# La Loma, Tlalpujahua
La Loma är en ort i Mexiko.   Den ligger i kommunen Tlalpujahua och delstaten Michoacán de Ocampo, i den sydöstra delen av landet, 120 km väster om huvudstaden Mexico City. La Loma ligger 2 582 meter över havet och antalet invånare är 294.
Terrängen runt La Loma är huvudsakligen kuperad, men åt sydväst är den platt. Runt La Loma är det ganska tätbefolkat, med 179 invånare per kvadratkilometer. Närmaste större samhälle är Tlalpujahua de Rayón, 2,2 km söder om La Loma. Trakten runt La Loma består till största delen av jordbruksmark.